# جووانی کوریری
جووانی کوریری (ایتالیایی: Giovanni Corrieri; ۷ فوریهٔ ۱۹۲۰ – ۲۲ ژانویهٔ ۲۰۱۷) دوچرخه‌سوار اهل ایتالیا بود.